# غضران (بني حشيش)

تعديل مصدري - تعديل

غضران هي إحدى قرى عزلة عضران بمديرية بني حشيش التابعة لمحافظة صنعاء، بلغ تعداد سكانها 3792 نسمة حسب تعداد اليمن لعام 2004.